# متین امره کاراآل
متین امره کارآال (زاده ۱۵ ژانویه ۲۰۰۳) یک فوتبالیست حرفه ای ترکیه ای می‌باشد که در باشگاه سوپر لیگ فوتبال ترکیه استانبول باشاکشهیر در پست هافبک بازی می‌کند.

## شغل حرفه ای
کارآل محصول جوانان استانبول باشاکشهیر، نخستین قرارداد حرفه ای خود را در ماه ۹ ژانویه ۲۰۲۰ با این باشگاه امضا نمود. او نخستین بازی بزرگسالان خود را با باشاکشهیر در پیروزی۲–۰ سوپر لیگ مقابل چایکور ریزه اسپور در ۱۵ مه ۲۰۲۱ انجام داد.

## حرفه بین‌المللی
کارآال یک ملی پوش جوانان برای ترکیه می باشدکه نماینده تیم زیر ۱۵ سال ترکیه می‌باشد.